# Прашњик
Прашњик (слч. Prašník) насељено је мјесто са административним статусом сеоске општине (слч. obec) у  округу Пјештјани, у Трнавском крају, Словачка Република.

## Становништво
| Година:    | 1994. | 2004.   | 2014.   | 2024.   |
| ---------- | ----- | ------- | ------- | ------- |
| Број људи: | 896   | 851     | 854     | 823     |
| Разлика:   |       | -5,02 % | +0,35 % | -3,62 % |

| Година:    | 2023. | 2024.   |
| ---------- | ----- | ------- |
| Број људи: | 812   | 823     |
| Разлика:   |       | +1,35 % |

Према подацима о броју становника из 2024. године насеље је имало 823 становника.